# (126619) 2002 CX154
(126619) 2002 CX154, também escrito como (126619) 2002 CX154, é um objeto transnetuniano (TNO) que está localizado no disco disperso, uma região do Sistema Solar. O mesmo tem um diâmetro com cerca de 167 km, por isso existem poucas chances que possa ser classificado como um planeta anão, devido ao seu tamanho relativamente pequeno.

## Órbita
A órbita de (126619) 2002 CX154 tem uma excentricidade de 0.472 e possui um semieixo maior de 71.984 UA. O seu periélio leva o mesmo a uma distância de 37.982 UA em relação ao Sol e seu afélio a 105.986 UA.